# Джордж Крістофер Неш
Джордж Неш  (англ. George Nash; 2 жовтня 1989) — британський веслувальник, олімпійський чемпіон та медаліст, чемпіон світу та Європи.

## Виступи на Олімпіадах
| Олімпіада          | Дисципліна                        | Місце |
| ------------------ | --------------------------------- | ----- |
| Лондон 2012        | двійка розстібна без стернового   | 3     |
| Ріо-д-Жанейро 2016 | четвірка розстібна без стернового | 1     |

## Зовнішні посилання
- Досьє на sport.references.com [Архівовано 22 серпня 2012 у Wayback Machine.]